# Khanato taliscio
Il Khanato Taliscio (in persiano خانات تالش‎; in azero: Talış xanlığı; in lingua Talysh: Tolışi xanəti) era un khanato di origine iraniana che si stabilì in Persia e nell'attuale Azerbaigian tra il XVIII secolo fino all'inizio del XIX secolo, situato nella costa sud-occidentale del Mar Caspio.
Comprendeva la parte sud-orientale della moderna Repubblica dell'Azerbaigian e la punta orientale dell'Iran nord-occidentale. La capitale era Lenkaran. La sua popolazione era composta principalmente da azeri e talisci. Come risultato della sconfitta persiana nella guerra russo-persiana del 1826–28, il khanato fu sciolto e assorbito dall'Impero russo.

## Storia
Il fondatore del Khanato taliscio, Seyyid Abbas, era imparentato con i membri della dinastia safavide, che si erano trasferiti nella regione Talysh nel 1720 durante un periodo turbolento della storia iraniana. Quando Seyyid Abbas morì nel 1747 gli successe il figlio Jamaladdin, spesso ricordato come Gara Khan (il "Re Nero"), a causa della sua pelle scura. Gara Khan era filo-russo nella sua politica estera che sconvolse i governanti dei vicini khanati, Gara Khan morì nel 1787 cedendo il trono a Mustafa Khan.
Il khanato rimase una pedina tra l'Impero persiano e quello russo per i successivi due decenni. Nel 1809 all’epoca della guerra russo-persiana (1804-1813), le truppe iraniane presero la città di Lenkaran ed espulsero il khan. Nel 1812, con Napoleone che attaccava Mosca, anche i russi stavano combattendo di nuovo nel Caucaso. Dopo un breve assedio il 1º gennaio 1813, 2.000 truppe russe riuscirono a prendere con decisione la cittadella di Lenkaran dall'esercito persiano. Ci furono pesanti perdite da entrambe le parti, ma questa cattura strategica del Lankaran portò inesorabilmente al trattato di Golestan del 12 settembre 1813. Ciò ha costretto la Persia sconfitta a cedere molti dei khanati precedentemente indipendenti alla Russia. Nel 1814 Mustafa khan morì e suo figlio Hassan Khan gli succedette ma solo di nome.
Il khanato fu definitivamente sciolto nel 1828 a seguito della vittoria russa nella guerra russo-persiana.